# کشتار آلور
کشتار آلور (انگلیسی: Alvor massacre)، در ژوئن ۱۱۸۹ طی جنگ صلیبی سوم زمانی به وقوع پیوست که ناوگان صلیبیون از امپراتوری مقدس روم، دانمارک و فلاندرز به قلعه آلور در ناحیه آلگاروه که در اختیار خلافت موحدون بود یورش بردند و پس از تسخیر آن دست به کشتار مردمان آن قلعه که حدود ۵۶۰۰ نفر بودند، زدند. جایگاه و موقعیت این کشتار در مرحله پرتغالی بازپس‌گیری اندلس نامشخص است اما به گمان بسیاری این کشتار بخشی از استراتژی پادشاه پرتغال، سانشوی یکم بود که اندک زمانی بعد به سیلوس را با کمک نیروهای صلیبی محاصره کرد.